# Криниці (гміна)
Гміна Криниці (Гміна Криніце, пол. Gmina Krynice) — сільська гміна у східній Польщі. Належить до Томашівського повіту Люблінського воєводства.
Станом на 31 грудня 2011 у гміні проживало 3493 особи.

## Площа
Згідно з даними за 2007 рік площа гміни становила 73.58 км², у тому числі:
- орні землі: 84.00 %
- ліси: 12.00 %

Таким чином, площа гміни становить 4.95 % площі повіту.

## Населення
Станом на 31 грудня 2011:
| Опис     | Загалом | Загалом | Чоловіки | Чоловіки | Жінки | Жінки |
| -------- | ------- | ------- | -------- | -------- | ----- | ----- |
| одиниця  | осіб    | %       | осіб     | %        | осіб  | %     |
| все      | 3493    | 100     | 1737     | 49.73    | 1756  | 50.27 |
| міське   | 0       | 100     | 0        |          | 0     |       |
| сільське | 3493    | 100     | 1737     | 49.73    | 1756  | 50.27 |

## Сусідні гміни
Гміна Криниці межує з такими гмінами: Адамув, Комарув-Осада, Краснобруд, Лабуне, Рахане, Тарнаватка.

## Населені пункти
Гміна складається з 48 населених пунктів, з них 16 села становлять повноцінну адміністративну одиницю — солтиство:
- Антонівка — (Antoniówka);
- Буди — (Budy);
- Домброва — (Dąbrowa);
- Деражня — (Dzierążnia);
- Гута Деражинська — (Huta Dzierążyńska);
- Партизантув-Колонія — (Kolonia Partyzantów);
- Криниці — (Krynice);
- Майдан Криницький — (Majdan Krynicki);
- Полянівка — (Polanówka);
- Поляни — (Polany);
- Романівка — (Romanówka);
- Заборечно — (Zaboreczno);
- Заднога — (Zadnoga);
- Звяртув — (Zwiartów);
- Звяртув-Колонія — (Zwiartów-Kolonia).